# Bremiska dragonregementet
Bremiska dragonregementet (Krassowska regementet) var ett dragonregemente inom svenska armén som verkade åren 1699–1715. Regementet blev uppsatt med värvat manskap i svenska Bremen.

## Historia
Regementet blev uppsatt år 1699 och uppgick till 800 man. Halva regementet deltog i fälttåget till Holstein år 1700. En del av regementet tillfångatagna av danskarna år 1713 vid Tönningen. Regementet tillhörde år 1707 Krassows häravdelning och förlades senare under kriget i Pommern och Rügen. År 1715 togs den sista delen av regementet till fångenskap vid Stralsunds fall. Åtta officerare och 108 man fanns då ännu kvar, och de uppgick då i Tyska dragonregementet.
Ett nytt regemente, Andra Bremiska dragonregementet (även kallat Schwerins regemente) uppsattes 1710. Stora delar av regementet som bestod av lantmilis deserterade då danskarna omringade Stade, och en del föll i fångenskap då staden kapitulerade 1712. Återstoden blev fångna vid Stralsunds kapitulation.

## Förbandschefer
- 1699–1711: Ernst Detlof von Krassow[4]
- 1711–1715: Johan Carl Strömfelt

### Andra Bremiska dragonregementet
- 1710–1715: Philip Bogislav von Schwerin
- 1717–1719: Jean Louis Bousquet (tillförordnad)